# Hammond (Illinois)
Hammond es una villa ubicada en el condado de Piatt en el estado estadounidense de Illinois. En el Censo de 2010 tenía una población de 509 habitantes y una densidad poblacional de 259,61 personas por km².

## Geografía
Hammond se encuentra ubicada en las coordenadas 39°48′0″N 88°35′34″O / 39.80000, -88.59278. Según la Oficina del Censo de los Estados Unidos, Hammond tiene una superficie total de 1,96 km², de la cual 1,96 km² corresponden a tierra firme y (0,13%) 0 km² es agua.

## Demografía
Según el censo de 2010, había 509 personas residiendo en Hammond. La densidad de población era de 259,61 hab./km². De los 509 habitantes, Hammond estaba compuesto por el 98,82% blancos, el 0% eran afroamericanos, el 0% eran amerindios, el 0,39% eran asiáticos, el 0% eran isleños del Pacífico, el 0% eran de otras razas y el 0,79% pertenecían a dos o más razas. Del total de la población el 0,98% eran hispanos o latinos de cualquier raza.